# غينورا ثنائية اللون
غينورا ثنائية اللون، هونغفنغ كاي، سبانخ أوكيناوا أو غينورا صالحة للأكل، هو عضو في فصيلة الأقحوان (النجمية). موطنها الأصلي الصين وتايلاند وميانمار ولكنها تُزرع في عديد الأماكن الأخرى خضارًا وعشبةً طبيةً.
وهو نوعان: أحدهما أخضر من الجانبين، والآخر أوراقه خضراء من الأعلى وأرجوانية من الأسفل. ويعتبر كلا النوعين من الخضروات الطبية. غينورا ثنائية اللون هو نبات معمر، وبالتالي فهو معروض للبيع على مدار العام، ومع ذلك، فإن الشتاء والربيع هما أفضل الأوقات لاستخدام النبات.

## التاريخ
استخدمت غينورا ثنائية اللون غذاءً ودواءً شعبيًا لآلاف السنين. جُلب للزراعة في حديقة كلكتا النباتية [الإنجليزية] من جزر الملوك في شرق إندونيسيا [الإنجليزية] في عام 1798.
أُدخل إلى اليابان في القرن الثامن عشر. في عام 2010، بلغ حجم شحنات غينورا ثنائية اللون 63 طنًا في اليابان.

## الاستخدامات
تحتوي غينورا ثنائية اللون على مستويات عالية من فيتامين سي، والبروتين الخام، والحديد، وأشباه الكاروتينات، والكالسيوم، والأحماض الأمينية الضرورية، وهي مصدر غني بالأنثوسيانين.
وفقًا للتصنيف الغذائي الصيني، فإن غينورا ثنائية اللون هو طعام «بارد»،  لذلك تُقلي الأوراق مع زيت السمسم والزنجبيل لتحقيق التوازن. يمكن أيضًا استخدام سيقان وجذور النبات في صنع الشاي، وذلك باختيار الأوراق التي تحتوي على القليل من الكدمات ودون بقع سوداء. في اليابان، تُستهلك غينورا ثنائية اللون خضارًا محليًا في إيشيكاوا وكوماموتو وأوكيناوا، بعد سلقه قليلاً وتقديمه مع بونزو، مكونًا في حساء الميسو أو التمبورا.
استخدمت جذور النبات للاستهلاك في الطيران لغناها بفيتامين ك. كما أن له تطبيق في معالجة تسوس العظام لدى رواد الفضاء، حيث يزيد من امتصاص الكالسيوم. ويمكن أن يساعد أيضًا رائدات الفضاء أثناء فترة الحيض.

## التكاثر
إن أخذ العقل أمر سهل للغاية.

## السمية
اكتشفت قلويدات البيروليزيدين [الإنجليزية] السامة للكبد البشري في نبات غينورا ثنائية اللون الذي اختبر في خمس مناطق في الصين. لم يُعثر على أي تأثيرات سمية جينية كبيرة. أظهرت العينات التي جُمعت من منطقة واحدة، جيانغسو، سمية خلوية ضعيفة عند تركيز 100 ملغ/مل، مما يشير إلى أنه يجب اتخاذ بعض الحذر.
وتوصلت دراسة أخرى إلى أن النبات عمومًا له مستوى سمية لا يُذكر عند تناوله عن طريق الفم، وقد صُنف على أنه آمن للفئران التجريبية. لم يكن النبات سامًا للخلايا الطبيعية و«أكد سلامة غينورا ثنائية اللون للاستهلاك». ووجدت الدراسة أيضًا أن النبات لديه إمكانات للوقاية الكيميائية.
يُنصح بالاستهلاك المتحكم فيه للنبات لمنع أي آثار ضارة محتملة من التواجد المنخفض عمومًا لقلويدات البيروليزيدين.

## الملاحظات
1. ↑  (بالصينية: 紅鳳菜; بالترجمة الحرفية 'ملفوف أحمر')
2. ↑  كلاهما من الأطعمة «الأكثر سخونة»

## روابط خارجية
- قائمة النباتات، حدائق كيو، جينورا ثنائية الألوان